# Maria Luyten
Maria Luyten, född före år 1542, död 1570, var en nederländsk krönikeskrivare och nunna. Hennes krönika anses som en värdefull historisk skildring av hennes samtid under en turbulent tid i Nederländernas historia. 
Maria Luyten blev medlem av orden i klostret Maria-Wijngaard på Maasstraat i Weert före år 1542, då hon påbörjade sin krönika. Krönikan behandlar samhället i Weert från 1442 och framåt; från år 1542 tycks den behandla händelser under hennes egen livstid. Den anses av historiker ge en klar och nykter bild både av ämnen som de religiösa stridigheterna och av sådana saker som till exempel vädret i regionen.  